# طلتروس غوليفري
طلتروس غوليفري (الاسم العلمي: Talitrus gulliveri) هو نوع من المفصليات يتبع جنس الطلتروس من الفصيلة الطلتروسية.